# Malahide
Malahide (forma anglicizzata) o Mullach Íde (in irlandese) è un centro abitato situato sulla costa orientale dell'Irlanda, circa 17 kilometri a nord di Dublino nella contea di Fingal.

## Monumenti e luoghi turistici

### Castello di Malahide
Il Castello di Malahide è stato utilizzato sia come fortezza sia come residenza privata per circa 800 anni. La famiglia dei Talbot vi ha vissuto per 791 anni dal 1185 al 1973, a parte un breve intervallo dal 1649 al 1660 quando venne abitato da Oliver Cromwell.
Il castello è attorniato da un ampio terreno di circa 11 ettari compreso nel Malahide Demesne Regional Park.

## Infrastrutture e trasporti
Malahide è collegata al centro di Dublino tramite la DART, il servizio su rotaie municipale di Dublino (una sorta di metropolitana di superficie), linea che si ferma nel sobborgo grazie alla Malahide railway station.

### Rete stradale
Si può raggiungere Malahide in automobile percorrendo la R106, la R107, la R124, la M1 e la M50.

### Trasporti pubblici
A Malahide vi è la stazione ferroviaria, capolinea dei treni della linea DART provenienti da Dublino, Bray, Greystones o Dun Laoghaire, e fermata di numerosi Commuter (o Railcar) diretti a Balbriggan, Drogheda o Dundalk.
Inoltre, quattro linee di autobus (32a, 32x, 42 e 102) collegano Malahide a Dublino e a numerosi paesi nei dintorni, come Swords, Sutton, Howth, Portmarnock, Baldoyle.

## Cultura
Malahide dispone di un'attrezzata biblioteca pubblica.